# 扬·谢伊纳
扬·谢伊纳（捷克語：Jan Šejna；1927年5月12日—1997年8月23日），捷克斯洛伐克陆军少将，布拉格之春初期权力斗争失势后在美国驻的里雅斯特领事馆寻求避难并叛逃至美国，是冷战期间东欧集团仅次于罗马尼亚秘密警察中将扬·米哈伊·帕切帕叛逃至美国级别第二高的军官。